# أربعة (ألبوم)
أربعة أو فور (بالإنجليزية: Four)‏ هو رابع ألبوم لفريق ون دايركشن و تم إصداره في 17 نوفمبر 2014، حصل هذا الألبوم على جائزة (ARIM Music Award For Best International Artist) كما كان آخر ألبوم للفريق مع زين مالك.

## قائمة أغاني الألبوم
| #   | عنوان                                                  | المدة |
| --- | ------------------------------------------------------ | ----- |
| 1.  | "سَرقة حبيبتى (Steal My Girl)"                          | 3:48  |
| 2.  | "جاهز للانطلاق (Ready to Run)"                         | 3:16  |
| 3.  | "أين تذهب القلوب المكسورة (Where Do Broken Hearts Go)" | 3:49  |
| 4.  | "18"                                                   | 4:08  |
| 5.  | "الفتاة المباركة (Girl Almighty)"                      | 3:21  |
| 6.  | "خدعة (Fool's Gold)"                                   | 3:31  |
| 7.  | "تغيرات الليل (Night Changes)"                         | 3:46  |
| 8.  | "لا تحكم (No Control)"                                 | 3:19  |
| 9.  | "مقاومة للنار (Fireproof)"                             | 2:54  |
| 10. | "المساحات (Spaces)"                                    | 4:16  |
| 11. | "متلازمة ستوكهولم (Stockholm Syndrome)"                | 3:34  |
| 12. | "سحاب (Clouds)"                                        | 3:51  |

## أربعة - الطبعة النهائية
| #   | عنوان                                     | المدة |
| --- | ----------------------------------------- | ----- |
| 13. | "تغيير تذكرتك (Change Your Ticket)"       | 4:26  |
| 14. | "وهم (Illusion)"                          | 3:14  |
| 15. | "مرة واحدة في العمر (Once in a Lifetime)" | 2:38  |
| 16. | "أتصرف مثل عمري (Act My Age)"             | 3:18  |

## أربعة - الطبعة اليابانية
| #   | عنوان | المدة |
| --- | --- | ----- |
| 13. | "سرقة فتاتى - بيانو كبير & أفتيرهرس تجمع حزب ريميكس (Steal My Girl - Big Payno & Afterhrs Pool Party Remix)" | 5:20  |
| 14. | "سرقة فتاتى - الإصدار الصوتي (Steal My Girl - Acoustic Version)"                                             | 3:47  |
| 15. | "قصة حياتى - حفلة في سان سيرو (Story of My Life - Live from San Siro)"                                       | 4:09  |

## روابط خارجية
- أربعة على موقع ميتاكريتيك (الإنجليزية)
- أربعة على موقع أول موفي (الإنجليزية)